# Ořechov (Uherské Hradiště-i járás)
Ořechov település Csehországban, a Uherské Hradiště-i járásban. Ořechov Vážany, Polešovice, Újezdec, Syrovín, Moravský Písek és Domanín településekkel határos. Lakosainak száma 771 fő (2024. január 1.).

## Népesség
A település lakosságának változását az alábbi diagram mutatja:
| Lakosok száma | 767  | 875  | 972  | 845  | 798  | 650  | 745  | 762  | 778  | 771  |
|               | 1869 | 1890 | 1921 | 1950 | 1980 | 2001 | 2017 | 2019 | 2022 | 2024 |